# Dorottya
Dorottya ist ein weiblicher Vorname.

## Herkunft und Bedeutung
Der Name wird vor allem im Ungarischen verwendet und ist eine Form von Dorothea.
Verkleinerungsformen sind unter anderem Dóra, Dorina und Dorka.

## Bekannte Namensträgerinnen
- Dorottya Behumi (* 1975), ungarische Sängerin und Querflötistin
- Dorottya Faluvégi (* 1998), ungarische Handballspielerin